# Richard Meier

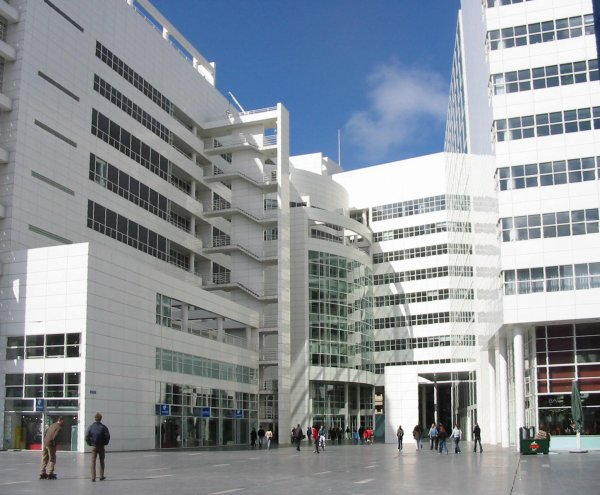
Stadhuis in Den Haag, bijgenaamd "Het IJspaleis"

Richard Meier (Newark (New Jersey), 12 oktober 1934) is een Amerikaans architect uit de tweede helft van de 20e eeuw die vooral bekendstaat om zijn gebruik van de kleur wit. In Nederland is hij vooral bekend vanwege zijn ontwerp voor het stadhuis van Den Haag ("het IJspaleis"), opgeleverd in 1995. Hij is tevens beeldend kunstenaar (collages), beeldhouwer en ontwerper van onder meer meubels en gebruiksvoorwerpen, zoals serviesgoed en glas.
In 1957 haalde hij een Bachelor of Architecture aan de Cornell University. In 1984 ontving hij de Pritzkerprijs.
In 2018 beschuldigden 5 vrouwen Richard Meier van seksueel overschrijdend gedrag. Richard Meier is toen teruggetreden uit zijn bureau. 

## Bouwwerken
- Westbeth Artists Community, New York, 1970
- Condominium of the Olivetti Training Center in Tarrytown (New York), 1971
- Meier House, Essex Fells (New Jersey), 1965
- Smith House, Darien (Connecticut), 1965–1967
- Douglas House, Harbor Springs (Michigan), 1973[2]
- Bronx Developmental Center, The Bronx, 1976
- The Atheneum, New Harmony (Indiana), 1979
- High Museum of Art, Atlanta, 1983
- Des Moines Art Center Modern Art Wing, Des Moines (Iowa), 1984
- Museum voor toegepaste kunst (Frankfurt), Frankfurt am Main, 1985
- Kantoorgebouw Hilversum, 1992
- Daimler-Benz Forschungszentrum, today: Daimler Forschungszentrum, Ulm, 1992
- Weishaupt Forum, Schwendi, 1992
- Stadhuis van Ulm, 1994
- Stadhuis van Den Haag, Den Haag, 1995
- Museum voor Hedendaagse Kunst (Museu d'Art Contemporani de Barcelona, MACBA), Barcelona, 1995
- Edinburgh Park Masterplan, 1995
- Rachofsky House, Dallas, 1996
- Paley Center for Media, voormalig Museum of Television & Radio, Beverly Hills, 1996
- Getty Center, Los Angeles, 1997
- Neugebauer House, Naples (Florida), 1998[3]
- Camden Medical Centre, Singapore, 1998
- White Plaza, Basel, 1998
- 173/176 Perry Street, Manhattan, 1999–2002
- Sandra Day O'Connor United States Courthouse, Phoenix, 2000
- Rickmers shipping company, Rotherbaum, Hamburg, 2001
- Peek & Cloppenburg flagship store, Düsseldorf, 2001
- Cathedral Cultural Center, Garden Grove, 2003[4]
- Dio Padre Misericordioso of Jubeljaarkerk te Rome, 2003
- Museum Frieder Burda, Baden-Baden, 2004
- Museum en behuizing van de Ara Pacis, Rome, 2005
- Peek & Cloppenburg flagship store in Mannheim, 2007
- City Tower, Praag, 2004–2007
- Arp Museum, Remagen-Rolandseck, Duitsland, 2008[5]
- San Jose City Hall, San Jose (Californië), 2004–2007
- University of Scranton, Connolly Hall, 2007
- Coffee Plaza, HafenCity, Hamburg, 2008
- Weill Hall, Ithaca (New York), 2008
- Meier on Rothschild, Tel Aviv, 2008–...
- On Prospect Park, Brooklyn, 2003–2008[6]
- International Coffee Plaza, Hamburg, 2010[7]
- Bodrum Houses, Bodrum, Turkije, 2010–...[8]
- Vinci Partners Corporate Headquarters, Rio de Janeiro, 2012[9]
- Vitrum Apartments, Bogotá, 2013[10]
- Teachers Village, Newark (New Jersey), 2013
- Engel & Völkers, HafenCity, Hamburg, 2015